# 大垣市立宇留生小学校
大垣市立宇留生小学校（おおがきしりつ うるうしょうがっこう）は、岐阜県大垣市にある市立小学校。

## 概要
- かつては大垣市立宇留生幼稚園を併設していた。

## 沿革
- 1873年（明治6年）6月 - 
  - 不破郡福田村に由修舎が開校。
  - 不破郡荒尾村に荒尾舎が開校。
  - 不破郡桧村に桧村舎が開校。
- 1880年（明治13年） -
  - 由修舎に桧村舎が統合され、由修学校となる。校区は福田村、笠毛村[注釈 1]、桧村。
  - 荒尾舎が荒尾学校に改称する。
- 1889年（明治22年） -
  - 由修学校が福田尋常小学校に改称する。
  - 荒尾学校が荒尾尋常小学校に改称する。
- 1897年（明治30年）4月1日 - 
  - 荒尾村、牧野村、福田村が合併し、宇留生村が発足。
  - 福田尋常小学校と荒尾尋常小学校が合併し、宇留生尋常小学校となる。
- 1905年（明治38年） - 農業補習学校を併設。
- 1910年（明治43年） - 静里村に静里尋常高等小学校が開校。宇留生尋常小学校に通学していた静里村大字桧の児童は、静里尋常高等小学校へ転出する。
- 1940年（昭和15年）2月11日 - 宇留生村が大垣市に編入される。
- 1941年（昭和16年） - 宇留生国民学校に改称する。
- 1945年（昭和20年）7月29日 - 大垣空襲により校舎が全焼。
- 1947年（昭和22年）4月1日 - 大垣市立宇留生小学校に改称する。現在地に移転。
- 1949年（昭和24年）4月 - 大垣市立宇留生幼稚園が開園する。大垣市立宇留生小学校に併設する。
- 2022年（令和4年）3月 - 大垣市立宇留生幼稚園が閉園する。

## 通学区域
- 福田町、木呂町、熊野町、熊野町1-5丁目、荒尾町、牧野町1-4丁目、長松町（一部）、古知丸1-4丁目、荒尾玉池1・2丁目、昼飯町（一部）、赤坂町（一部）である[1]。

## 進学先中学校
- 大垣市立西部中学校

## 大垣市立宇留生幼稚園
- 1949年（昭和24年）開園。2022年（令和4年）閉園。
- 4、5歳児を対象とする幼稚園であり、2021年時点の定員は4歳児が30名、5歳児が35名。
- 園舎は宇留生小学校の校舎の一部を使用していた。